# Eucinetus argentinus
Eucinetus argentinus is een keversoort uit de familie buitelkevers (Eucinetidae). De wetenschappelijke naam van de soort werd in 1930 gepubliceerd door Maurice Pic.